# 山名義方
山名 義方（やまな よしかた）は、江戸時代中期から後期にかけての交代寄合。但馬国村岡領主。

## 経歴
山名義徳の子。寛政6年（1794年）、家督を継いだ。
文化3年（1806年）、尾白山の中腹に陣屋政庁を移転し、大手門、中門、長屋、鎮守社、煙硝櫓、練兵場などを設け、家格相応の体裁を整えた。男子が早世していた為、越前鯖江藩主間部詮茂の四男・詮量を婿養子とし、義蕃（よしあきら）と名乗らせ、文政4年（1821年）に家督を譲った。

## 系譜
- 父：山名義徳（1740-1820）
- 母：山名豊暄の娘
- 正室：菊子 - 細川興晴の娘
- 生母不明の子女
  - 男子：弥太郎 - 小太郎
  - 男子：銀次郎
  - 女子：整 - 山名義蕃室
  - 女子：政 - 吉良義発室
  - 女子：辰 - 山名義栄室
  - 女子：充 - 山名問一室
- 養子
  - 男子：山名義蕃（1779-1834） - 間部詮茂の四男